# Gustaf Hilleström
Gustaf Ernst Otto Rae Hilleström, född 18 juli 1911 i Göteborg, död där 17 januari 1994, var en svensk museiman och författare. Han var son till kapten Gustaf Hilleström och Blenda, född Rae, och sonsons sonsons son till Pehr Hilleström. Han gifte sig 1950 med Mona Swalander, dotter till kamrer Josef Swalander och Axa, född Danielsson.
Hilleström blev filosofie licentiat 1945, anställdes som amanuens vid Drottningholms teatermuseum 1942 och var 1:e intendent där 1965–1968 samt chef för teaterverksamheten där 1945–1967, då han lade grunden till teaterns nuvarande ryktbarhet. Han var 1:e intendent vid Musikaliska akademien 1968–1976, sekreterare i föreningen Drottningholmsteaterns vänner 1956–1967, ordförande i Jenny Lindsällskapet 1962–1982, hedersordförande där från 1982, vice ordförande i stiftelsen Marsyasteatern 1964, ordförande där 1966–1979 och styrelseledamot i Östasiatiska museets vänner från 1965.  
Hilleström publicerade skrifter, bland annat om Drottningholmsteatern och Musikaliska Akademien. Han valdes till ledamot nr. 732 av Kungliga Musikaliska Akademien 28 februari 1967.

### Uppslagsverk
- Hilleström, Gustaf: Kungl. Musikaliska Akademien, Matrikel 1771–1971
- Nationalencyklopedin
- Sohlmans musiklexikon
- Hilleström, Gustaf E O R i Vem är det 1985